# Aedes bertrami
Aedes bertrami är en tvåvingeart som beskrevs av Schick 1970. Aedes bertrami ingår i släktet Aedes och familjen stickmyggor.
Artens utbredningsområde är Belize. Inga underarter finns listade i Catalogue of Life.